# 洪天錫 (宋朝)
洪天錫（1202年—1267年），字君疇，號裕昆，又名陽岩。福建晋江安仁乡江阴里后厅（今石狮市宝盖镇后厅村）人，南宋官員。

## 生平
洪權之孫。宝庆二年（1226年），中进士，曾任广州司法、监察御史。當時董宋臣霸占民田、招权纳贿，洪天锡上言：“天下之患三，曰宦者、外戚、小人。”指董宋臣、谢堂以及厉文翁。理宗袒护厉文翁，洪天锡指出：“不斥文翁，必为王府累。”理宗令吴燧宣旨告谕多次，洪天锡不屈服，“对抗如初。”同年六月戍子，因弹劾无效，辞官。董宋臣贿赂太学生林自养，请杀谢方叔和洪天锡。《宋史》稱：“然终宋世阉人不能窃弄主威者，皆天锡之力。”景定二年（1261年），改派天锡为广东提点刑狱，五次拒絕，后知潭州（今长沙），任广东转运判官。度宗时，任侍御史兼侍读召。曾先后任工部侍郎兼直学士院、福建安抚使、刑部尚书。卒谥文毅。著有《经筵讲义》、《阳岩文集》等，均已佚。